# Kara (демо)
«Kara» — техническое демо французской студии Quantic Dream, созданное на платформе PlayStation 3 для демонстрации новшеств технологии захвата движения. Сюжет короткометражки строится вокруг процесса сборки и тестирования женоподобного андроида AX 400. Фильм одержал победу в номинации «Лучший экспериментальный фильм» на мероприятии Los Angeles Film Festival 2012. Главную роль исполнила американская актриса Вэлори Керри. Роль оператора сборочного цеха — Терселин Кёртли.
Демо вызвало широкий интерес публики, а результат работы заинтересовал самих разработчиков, что позднее вылилось в разработку компьютерной игры Detroit: Become Human, релиз которой состоялся 25 мая 2018 года.

## Сюжет
Действие демо разворачивается в цехе по созданию андроидов, в котором происходит сборка и тестирование последней для продажи модели — AX 400. Собираемая модель успешно проходит тестирование, выполняя все задания оператора. Однако андроид спрашивает у оператора, будет ли она продаваться как товар, на что он отвечает: «Да, ты для этого создана». Андроид недоумевает, заявляя: «Но я думала что, я… живая». Оператор расценивает её ответ как признак дефекта и запускает процесс отмены сборки андроида. Кэра, главная героиня игры Detroit: Become Human, начинает со слезами умолять не делать этого, заявляя, что ей страшно и что она хочет жить. Оператор заново собирает Кэру, не стирая ей память, и говорит ей следовать на линию к другим собранным андроидам. Кэра благодарит его, и встаёт рядом с другими андроидами.